# Douleurs des chevaux causées par le mors
Vous lisez un « bon article » labellisé en 2022.
Les douleurs des chevaux causées par le mors sont les divers ressentis douloureux plus ou moins intenses et durables que peuvent connaître les chevaux par l'usage d'un mors durant la pratique de l'équitation, en raison d'une mauvaise adaptation du matériel à leur morphologie ou de sollicitations excessives. Ces douleurs sont fréquemment associées à des lésions buccales, notamment au niveau de la commissure des lèvres, de l'espace interdentaire, des prémolaires et de la langue. Rarement visibles depuis l'extérieur, par exemple à travers une hémorragie, ces lésions sont peu prises en compte. Douleurs et lésions s'accompagnent de peur et d'anxiété chez l'animal. Elles concernent potentiellement tous les chevaux portant un mors manipulé par un être humain via des rênes, qu'ils soient montés ou attelés, en particulier par l'application d'une grande tension dans ces rênes. 
La souffrance de l'animal due au mors est souvent ignorée des pratiquants tant de l'équitation que de l'attelage, notamment en raison d'une habituation aux signaux comportementaux de douleur buccale chez le cheval, qui passent à tort pour normaux. Ce phénomène est nommé bit-blindness en anglais (« cécité au mors »). Les chercheurs et vétérinaires qui s'y intéressent préconisent un contrôle régulier pour s'assurer de l'absence de blessures graves dans la bouche et sur les commissures labiales des chevaux.
Des alternatives permettant de monter sans mors existent (voir brides sans mors) mais elles peuvent aussi être douloureuses.

## Généralités

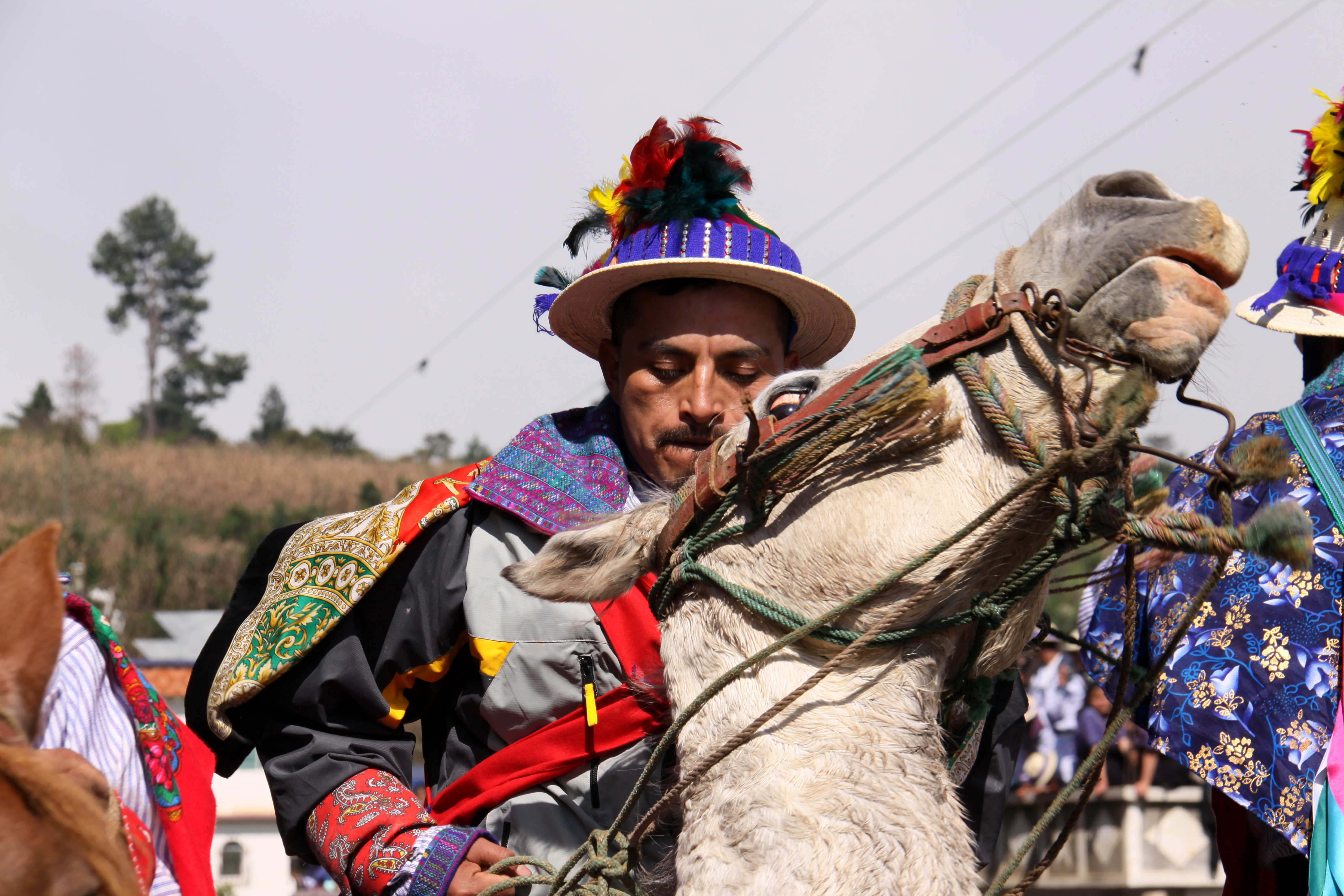
Cheval du Guatemala présentant une compression de la partie inférieure de la mâchoire, due à l'action des mains du cavalier sur les rênes reliées à son mors à chaînette.

### Gestion de la douleur par le cheval
Comme tous les mammifères, le cheval accède à une expérience consciente de la douleur, qu'il cherche à éviter pour lui préférer le confort. Cette sensation de douleur est déclenchée par un stimulus nocif. La douleur agit ensuite comme un système d'alerte permettant de minimiser les dommages sur les tissus,. Le cheval étant un animal fuyard, sa réaction aux stimuli de douleur sera typiquement d'en fuir la source. Cette douleur va générer de l'anxiété et de la peur associées.

### Rôle du mors

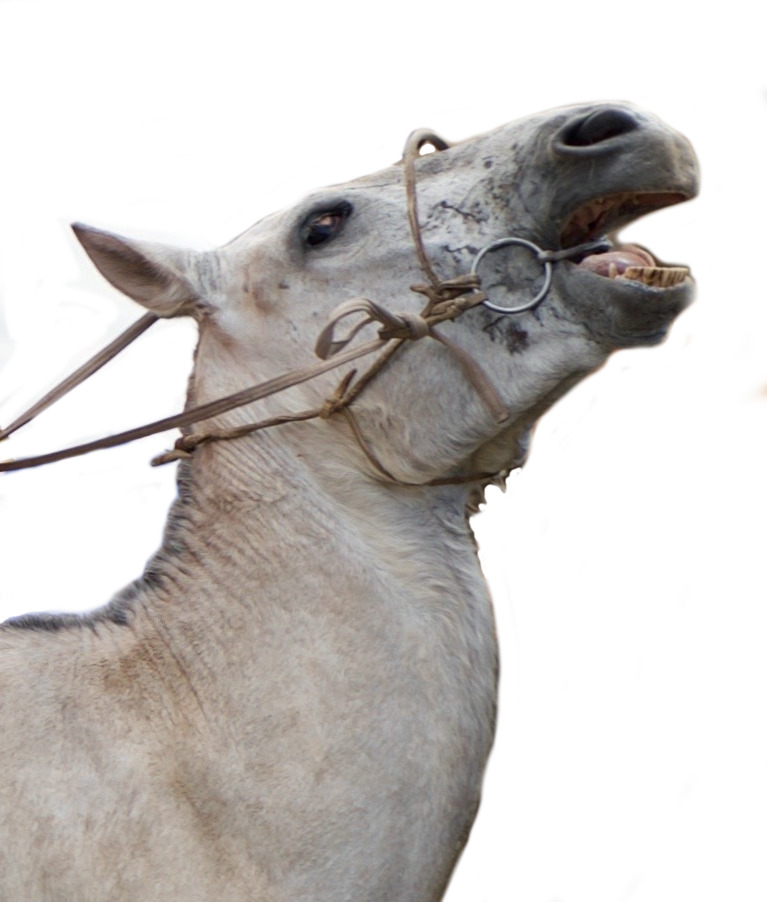
Cheval mongol tentant de résister à son mors.

Dans le cadre de la pratique de l'équitation et de l'attelage, le cheval est amené à porter un mors dans sa bouche, relié à des rênes. La pose du mors est souvent invasive pour l'animal. La configuration du mors et les forces exercées par les rênes jouent un rôle crucial dans la santé bucco-dentaire et le confort des chevaux montés ou attelés. Le mors de filet repose sur la commissure des lèvres. Le mors à palette ou à passage de langue agit sur le palais, la paroi supérieure de la bouche. L'anneau de mors est en contact avec la commissure des lèvres. Enfin, le canon du mors repose dans tous les cas sur un espace interdentaire situé entre les incisives et les molaires, composé des os de la mâchoire recouverts d'une muqueuse, la « barre »,. La langue du cheval passe sous le canon du mors. Selon Guillaume Henry, lorsqu'un mors moderne est correctement posé (sans serrage excessif d'une muserolle ou d'une chaînette) et inerte, il ne cause pas de douleur particulière, toute douleur étant le résultat de l'action des mains des cavaliers sur les rênes reliées au mors. Le mors constitue un équipement équestre standard depuis des millénaires, généralement considéré comme indispensable et éthiquement justifié.

### Problèmes causés par le mors

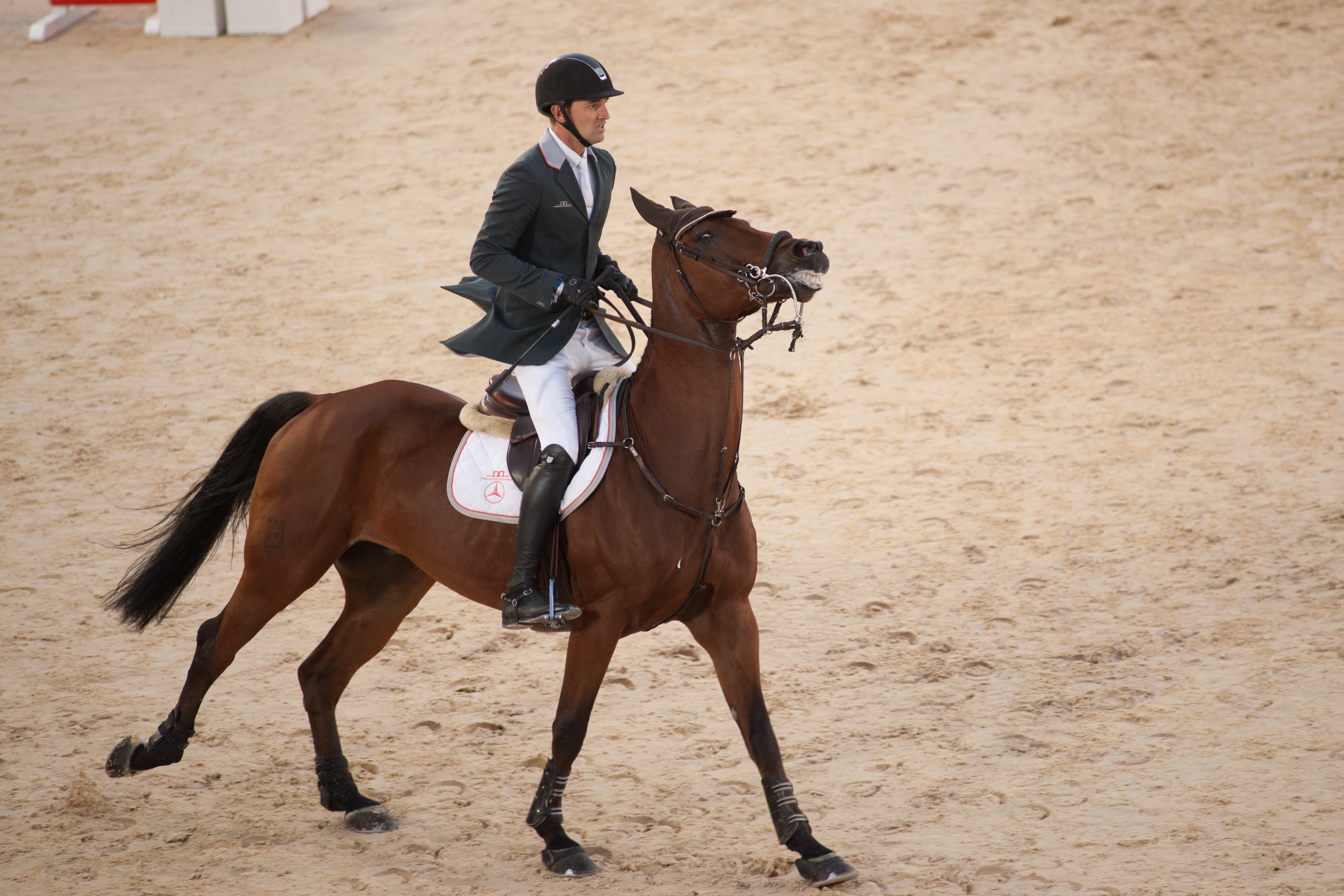
Mors à branches longues utilisé en saut d'obstacles.

La problématique des douleurs induites par le mors est liée non-seulement au bien-être du cheval, mais aussi à ses performances sportives, car même un léger inconfort peut amener le cheval à se concentrer sur sa douleur plutôt que sur ses performances. 
Alors que le mors est utilisé sur les chevaux depuis l'âge du bronze, les douleurs et les blessures qu'il peut causer ne sont étudiées scientifiquement que depuis une époque récente, particulièrement la fin des années 2010. En 2005, il n'existait encore aucune donnée relative au comportement des chevaux lors d'expériences douloureuses avec leur mors. Les différences entre les échelles de notation utilisées par les auteurs des publications rendant la comparaison entre les résultats difficile, le Dr vétérinaire Kati Tuomola (université d'Helsinki) et ses collègues ont créé en 2019 une échelle de mesure des lésions afin de faciliter la création de statistiques lors d'études subséquentes.

### Types de mors les plus douloureux

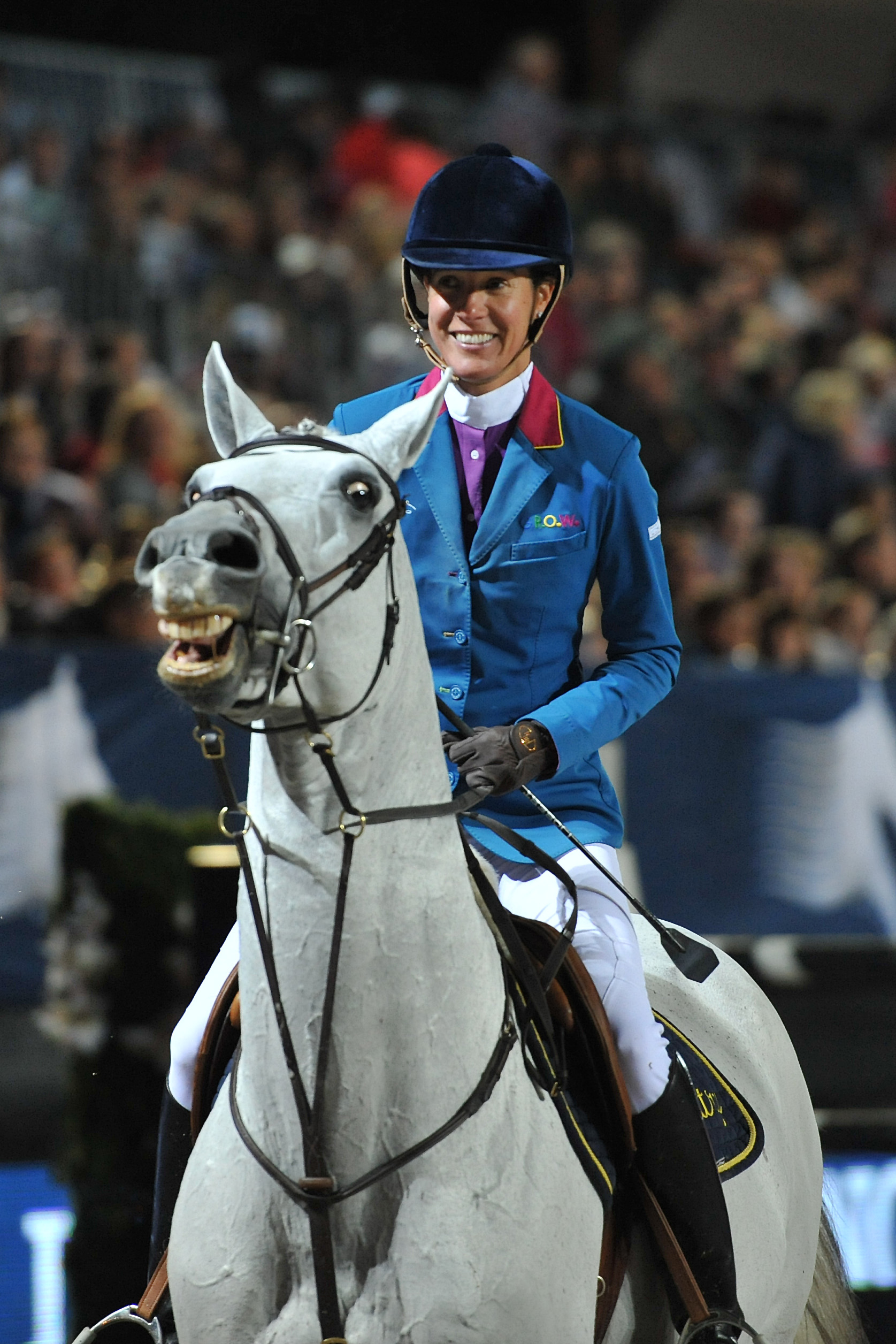
Ce cheval monté en concours de saut d'obstacles avec un mors à aiguilles présente des signes corporels de peur et de stress.

Il existe historiquement des modèles de mors très douloureux, pourvus par exemple de canons garnis de picots et de ponts articulés centraux susceptibles de percer le palais. Certains mors modernes sont associés à davantage de lésions d'après les résultats de l'étude de Tuomola et al. : les mors de bride à branches longues chez les chevaux islandais, les mors Crescendo, les mors droits mullen non articulés et les mors droits en plastique chez les trotteurs. 
En 2024, Schach et al. déterminent que les mors les plus souvent associés à des comportements d'aversion et de douleur en saut d'obstacles sont les mors à aiguilles et les mors à trois anneaux.

## Points douloureux

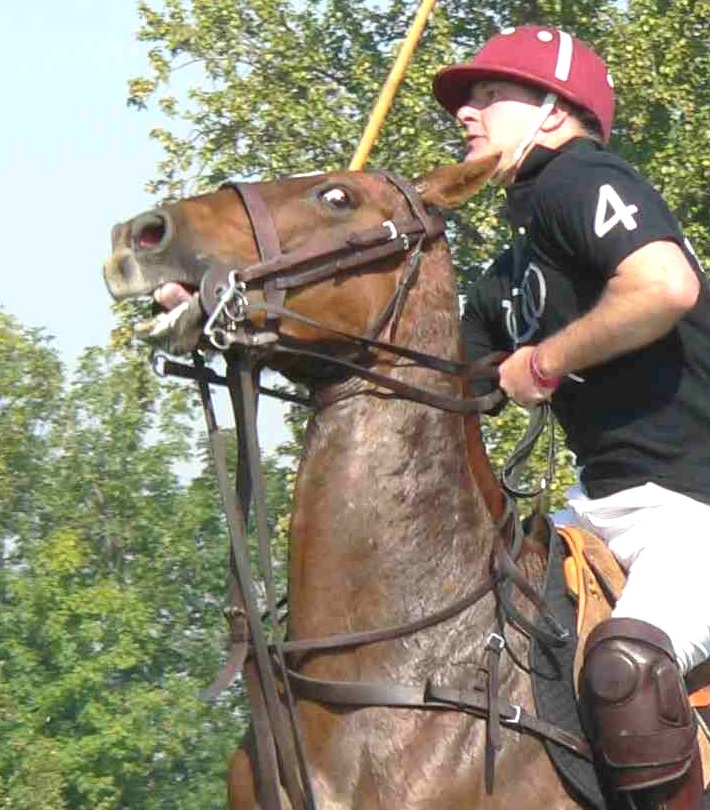
Jument de polo montrant les signes physiques d'une douleur buccale (œil révulsé, oreilles en arrière, bouche ouverte et langue apparente).

Toute la bouche d'un cheval est sensible à la douleur. Le port du mors stimule de nombreux récepteurs sensoriels, en particulier ceux de l'espace interdentaire, de la langue, des commissures labiales, et de la muqueuse buccale. L'espace interdentaire (la barre) est tout particulièrement sensible. 
Le mors stimule les nocicepteurs médiés par le nerf trijumeau dans les lèvres, la langue, les dents et les os. La gencive est le périoste, la partie la plus sensible de l'os. La muqueuse buccale du cheval est constituée d'un épithélium pavimenteux stratifié (épithélium de la muqueuse) et d'un tissu conjonctif sous-jacent, appelé la lamina propria. Cette muqueuse buccale est densément innervée afin de surveiller toutes les substances qui entrent par la bouche du cheval, point d'entrée de son système digestif.
Cook et Kibler comparent la souffrance du cheval lors des mouvements du mors sur ses barres à celle provoquée si le barillet d'un crayon [pas clair]s'appuie sur les gencives d'un être humain. Les pincements du bord de la langue entre le mors et l'os sont également douloureux, de même que l'étirement des lèvres longitudinalement à deux fois leur longueur normale sous l'effet rétracteur du mors. 
Les douleurs buccales liées au port du mors résultent de la compression, de la lacération ou de l'étirement des tissus, d'inflammations et d'entraves à la circulation sanguine. Le frottement ou choc répété du mors est susceptible de créer des contusions, coupures, déchirures et ulcères dans la bouche du cheval. La tuméfaction et le saignement des barres peuvent pousser un cheval à tenter de glisser sa langue au-dessus du mors. Une action brutale sur les rênes cause toujours une douleur très vive chez l'animal. Une situation particulièrement douloureuse est celle où le mors repose sur les molaires, sans le soutien de la commissure des lèvres ni de la langue. 
Cook et Kibler ont comparé le comportement de 66 chevaux avec et sans mors, via un questionnaire adressé à des cavaliers passés d'un bridage avec mors à un bridage sans mors. Ils concluent à une réduction des signaux de douleur chez 65 des 66 chevaux montés sans mors, avec en moyenne 87 % de signaux de douleur en moins ; cependant, les résultats de cette étude sont limités en raison de son biais d'échantillonnage.

## Lésions

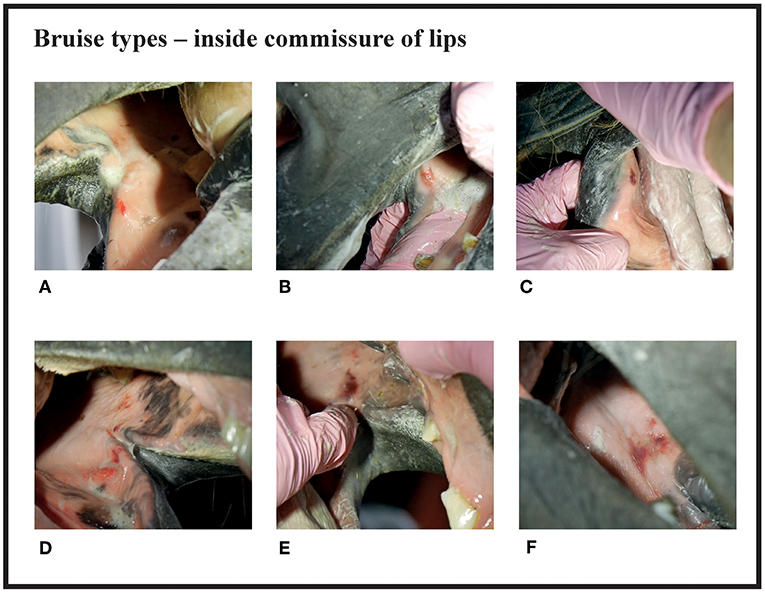
Différents types de lésions à l'intérieur de la commissure des lèvres de Trotteurs finlandais après une course.

D'après différents auteurs de publications scientifiques, les lésions buccales causées par le port du mors sont « communes »,,.
En 2008, Tell et ses collègues ont étudié des chevaux suédois montés avec un mors, et en concluent que les ulcères proches des premières et secondes prémolaires et des commissures des lèvres sont causés par le mors et la bride, sans être influencés par la routine du flottement des dents. 
Odelros et Wattle examinent en 2018 la bouche de 144 trotteurs Standardbred, et constatent que 88 % d'entre eux ont des lésions dans la bouche.
Uldahl et Clayton examinent en 2019 les commissures des lèvres externes de chevaux de concours complet danois après une compétition, l'intérieur de la bouche n'étant pas examiné : six (7,5 %) des 80 chevaux et un (3 %) des 33 poneys présentent des lésions externes. L'étude de Tuomola et collègues, menée sur 261 chevaux trotteurs examinés en Finlande après une course (2019), montre que 84 % de ces chevaux présentent des lésions dans la zone du mors, dont 21 % légères, 43 % modérées et 20 % des lésions graves selon l'échelle d'évaluation proposée par ces auteurs. Dans la zone du mors, 70 % des chevaux présentent des ecchymoses et 40 % des blessures. 2 % des chevaux présentaient un saignement buccal visible à l'issue de la course, et 5 % des mors examinés portaient du sang lorsqu'ils ont été retirés. Les auteurs en concluent aussi que l'absence de sang à l'extérieur de la bouche n'exclut pas l'existence de blessures graves à l'intérieur. Les lésions sont souvent observées en course de trot attelé, qu'elles soient préexistantes, acquises ou aggravées par ces courses, probablement en raison de la nature même de ces compétitions : les chevaux attelés sont contrôlés exclusivement à l'aide de rênes et de mors, une grande tension potentielle pouvant s'exercer via ces rênes. La question de savoir si une tension élevée dans les rênes des trotteurs entraîne davantage de blessures linguales n'est pas tranchée, mais la tension élebée est associée à davantage de comportements d'ouverture de la bouche chz les chevaux.
Une étude menée par l'équipe finlandaise sur des chevaux et poneys après un cross en 2021 conclut que les lésions ont été plus fréquemment observées chez des chevaux à sang chaud que chez des poneys. Les juments sont également davantage à risque de lésions que les hongres. Sur l'ensemble des chevaux, 52 % (109/208) présentent des lésions buccales aiguës dans la zone du mors, légères pour 22 % (45/208), modérées pour 26 % (55/208), et graves pour 4 % (9/208) des chevaux. Aucun saignement n'a été observé à l'extérieur de la bouche, un seul cheval ayant saigné à l'intérieur.

### Blessures de la commissure des lèvres

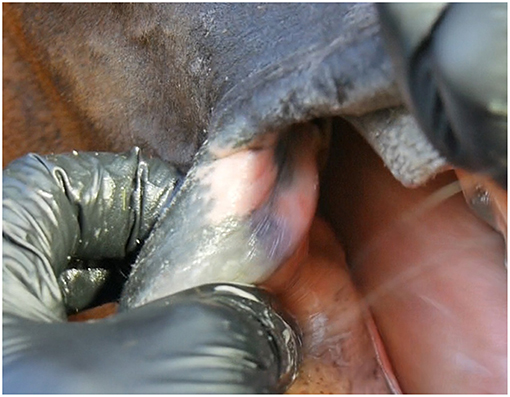
Dépigmentation de la commissure des lèvres d'un cheval à l'endroit du contact avec le mors.

La comparaison entre chevaux avec mors et sans mors montre que les lésions au niveau de la commissure des lèvres ne sont présentes que chez les chevaux portant régulièrement un mors. L'étude comparative de Mata et al. entre des poneys de polo et des chevaux de course conclut que les chevaux de course montés en mors de filet présentent une prévalence significativement plus élevée de lésions de la commissure et un taux plus élevé d'ulcérations par rapport aux poneys de polo montés en mors de bride,.

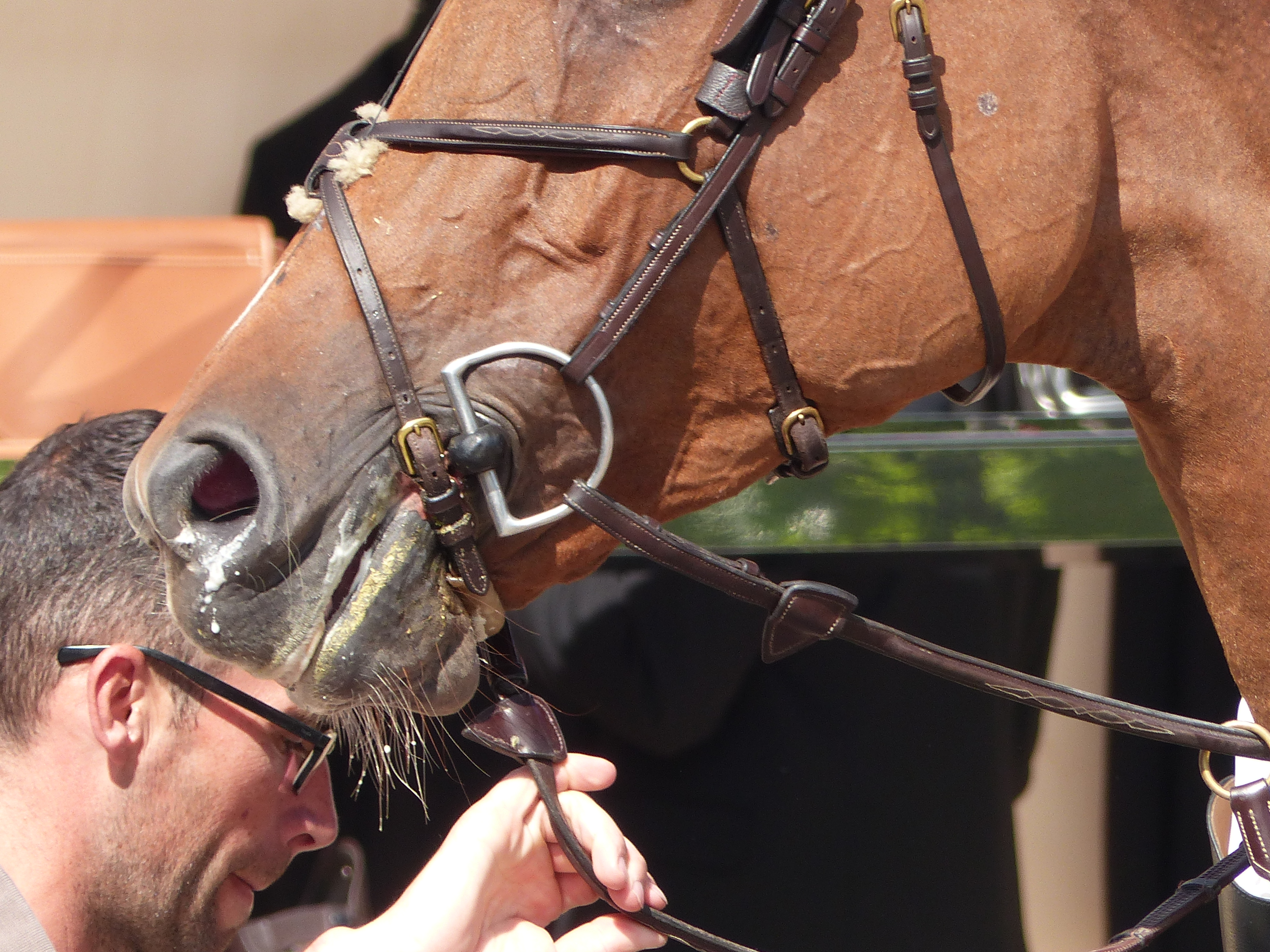
Jument de saut d'obstacles présentant des décolorations de la commissure des lèvres et un mors réglé trop serré.

Le contact régulier avec le mors au niveau de la commissure des lèvres externes entraîne une dépigmentation plus ou moins marquée, pouvant résulter d'une pression prolongée ou d'une inflammation antérieure, qui a pour conséquence d'inhiber la fonction mélanocytaire. Ces dépigmentations sont donc caractéristiques de lésions anciennes et répétées. Elles sont plus fréquemment observées chez les chevaux de concours complet que chez les trotteurs.

### Blessures mandibulaires
26 % des trotteurs examinés par Tuomola et al. en 2019 présentent des lésions au niveau des barres de la mandibule, pour 31 % des chevaux islandais examinés par Björnsdóttir et al. en 2012. 
Le mors provoque des cognements sur les dents très innervées, donc très sensibles. En premier lieu, contre les incisives à la mise en place et au retrait du mors. [...] Le passage du mors est directement sujet à douleurs ou à appréhension de la douleur. [...] Le mors rencontre les dents de loup. Ce sont de petites dents dites premières prémolaires, positionnées devant les deuxièmes grosses prémolaires en mâchoire supérieure et les dents de cochon en mâchoire inférieure. [...] Au contact du mors, ces dents deviennent hypersensibles à force d'être quotidiennement cognées et provoquent des lésions.  
Ces lésions se situent généralement près des dents maxillaires ; celles dans la zone de la seconde prémolaire inférieure sont réputées difficiles à détecter,. Une périostite (formation d'éperons osseux) se forme souvent dans la barre des chevaux domestiques, avec une érosion de l'émail et de la dentine, alors que ces lésions n'existent pas chez les chevaux sauvages qui n'ont jamais porté de mors. 
Quelques blessures buccales peuvent être dues à l'émail pointu des dents, mais la majorité sont imputées à l'usage du mors et du matériel équestre, une action sur les rênes reliées au mors faisant glisser la muqueuse sur les dents du cheval avec une pression accrue. Les mors articulés de taille moyenne sont associés à un risque moins élevé de blessures mandibulaires que les mors non-articulés. 
Il est possible que le serrage excessif de la muserolle ou d'autres équipements des trotteurs puisse presser les muqueuses contre les dents et contribuer à des lésions mandibulaires. Le serrage de la muserolle est associé à des lésions de la commissure extérieure des lèvres.

### Blessures de la langue

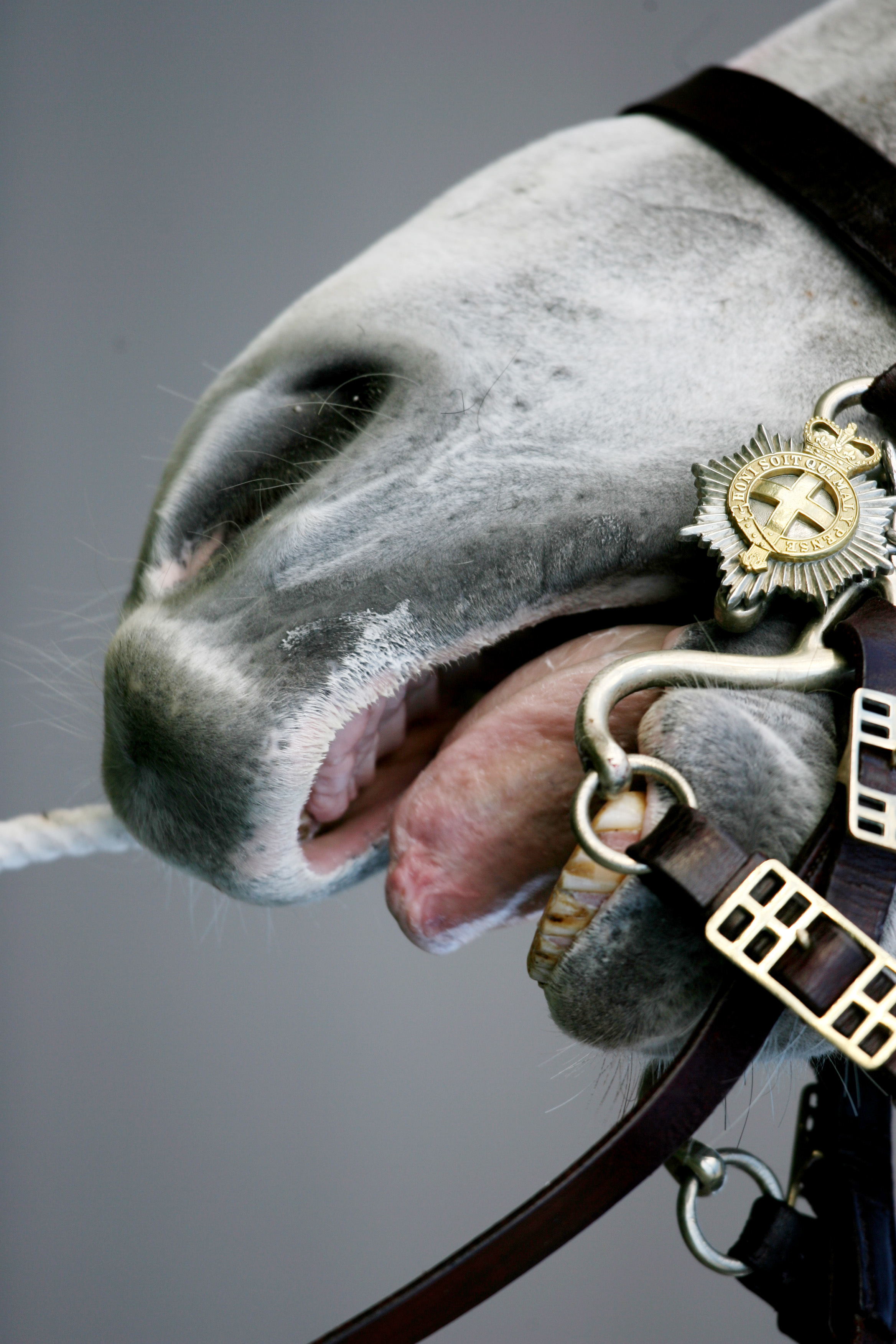
Cheval de parade monté en mors de bride, montrant la langue dans sa coloration normale.

La langue du cheval est très sensible, et donc vulnérable aux blessures,. La principale cause de blessures linguales chez le cheval provient du mors. 

#### Compromissions de la vascularisation
Lorsque la vascularisation de la langue du cheval est compromise par son harnachement, la langue change de couleur.
Le Dr Jacques Laurent identifie trois formes possibles de modifications de vascularisation de la langue du cheval : 
- la compression artérielle seule qui lui donne une couleur blanche ;
- la compression veineuse qui rend la langue bleue et gonflée ;
- une forme mixte, qui est aussi la plus fréquente[37].

Jacques Laurent estime que, sur la durée, la compromission de la vascularisation de la langue du cheval produit des amyotrophies linguales et des troubles de la sensibilité épi-critique et profonde.
Le cavalier suédois de dressage Patrik Kittel est controversé pour avoir monté à plusieurs reprises un cheval dont la langue est devenue bleue : Akeem Foldager en 2014,, et Watermill Scandic en 2009 (un scandale pour lequel il a été mis hors de cause par la Fédération équestre internationale), puis à nouveau en 2014.

#### Lésions linguales
Sur les 261 trotteurs examinés par Tuomola et ses collègues en 2019, neuf chevaux présentaient des lésions de la langue, quatre s'étaient mordus la langue pendant la course (1,5 %), trois avaient des ecchymoses sous la langue (1,1 %), et deux avaient des bleus sur les côtés de la langue (0,8 %). Il n'est cependant pas certain que ces lésions linguales soient toujours causées par le mors.
Lorsqu'un saignement buccal est visible chez un cheval, il est souvent suggéré que ce saignement soit dû au fait que le cheval s'est mordu la langue. Cependant, cette explication ne concorde pas avec les résultats de l'étude, car un seul des quatre chevaux s'étant mordu la langue a saigné. L'explication des saignements buccaux est davantage à rechercher dans d'autres lésions préexistantes durant les courses attelées.

### Cicatrisation
En principe, l'apport sanguin abondant et l'environnement humide de la bouche du cheval favorisent la cicatrisation des plaies. Le temps nécessaire pour remplacer toutes les cellules de l'épithélium a été estimé à 52-75 jours pour la peau, 41-57 jours pour la gencive et 25 jours pour la muqueuse buccale.
La persistance d'une réponse inflammatoire retarde cependant la cicatrisation des lésions buccales, de même que la présence de corps étrangers dans la plaie, cause de réaction inflammatoire intense qui interfère avec la cicatrisation normale. Pour Tuomola et al., un mors peut être assimilé à un corps étranger dans la bouche, empêchant potentiellement la cicatrisation de la plaie.

## Signaux comportementaux de douleur

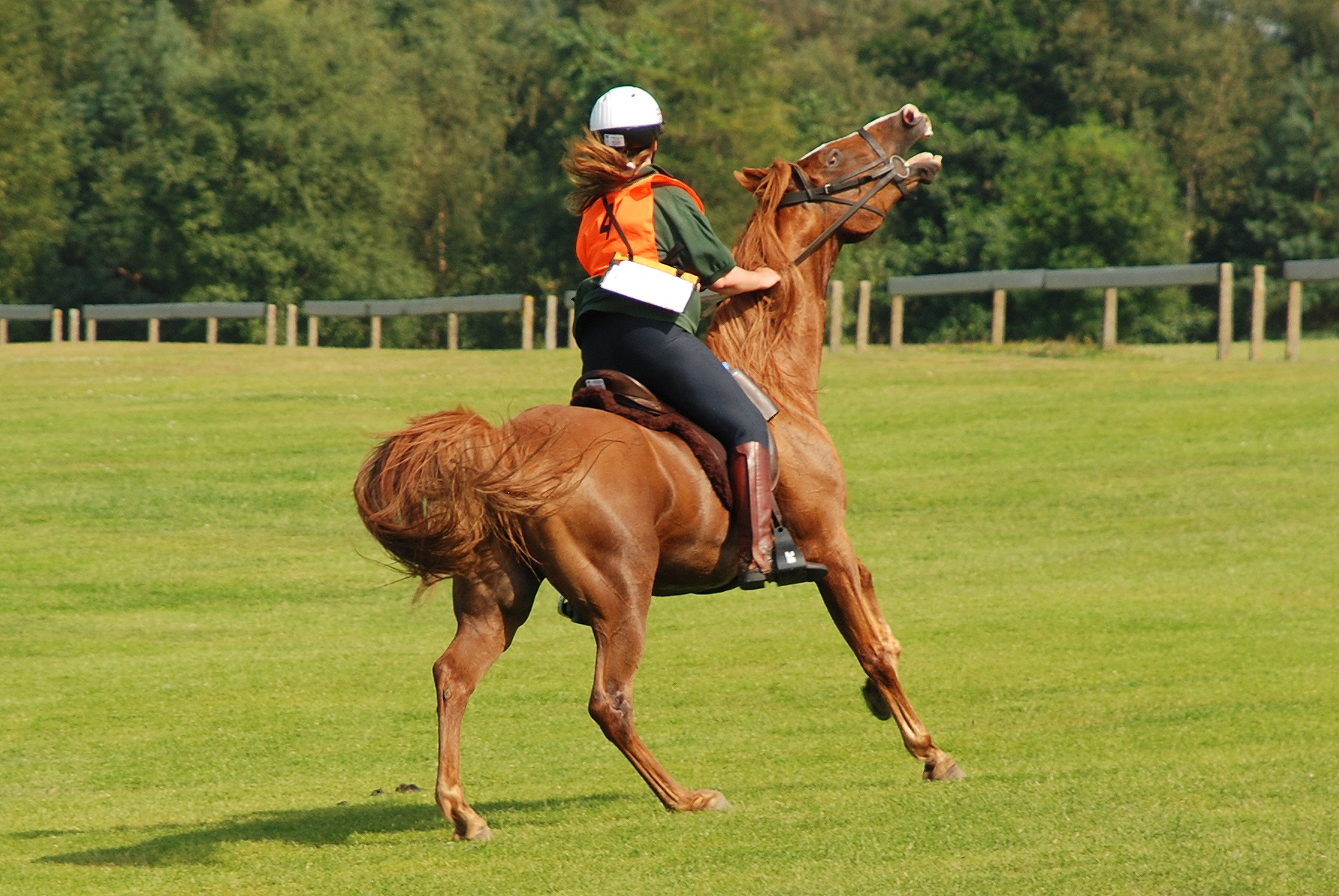
Signaux physiques de douleur buccale : ouverture de la bouche, levée de la tête (encensement), œil droit révulsé et tourné vers la main de la cavalière, naseaux dilatés, fouaillements de la queue.

En cas de douleur buccale, le cheval envoie des signaux comportementaux. Les signaux de douleurs dues au port du mors recoupent ceux qui peuvent être observés chez les chevaux montés en conflit contre leur cavalier, ceci laissant à penser que les douleurs buccales dues au mors en sont une cause majeure. Par ailleurs, une douleur orale importante rend difficile l'examen vétérinaire des chevaux concernés, qui peuvent fortement éviter d'être touchés au niveau de la bouche.
Selon David Mellor et Ngaio Beausoleil, « la plupart des chevaux présentent des signes comportementaux clairs d'aversion à l'égard d'un mors dans la bouche, allant d'une légère irritation à une douleur intense ». Ces signaux incluent la résistance du cheval à être bridé et à accepter la pose du mors, l'ouverture de la bouche, les grincements de dents, une salivation très abondante et des mouvements de la langue. La position de la tête et de l'encolure (mouvements pour échapper au mors), une expression faciale caractéristique (yeux révulsés, naseaux dilatés), des mouvements (fouaillements de la queue) et une démarche « en crabe » de tout le corps permettent aussi de l'identifier. 
Ces preuves d'aversion sont bien visibles par comparaison à l'absence de ces comportements chez les chevaux sauvages et les chevaux domestiques montés sans mors ou sans bride.
Il existe aussi des croyances sexistes et des stéréotypes liés aux juments qui leur attribuent ce type de comportement en raison de leur sexe, ce qui peut compromettre le bien-être de la jument si son comportement est interprété uniquement en fonction de ces croyances, ou bien s'il est ignoré. 
S'il expérimente une douleur buccale régulière due au port du mors, un cheval va probablement anticiper cette douleur en manifestant de l'anxiété, voire de la peur autour de cette douleur, particulièrement si elle est importante. Mellor identifie l'essoufflement comme une conséquence des douleurs buccales dues au port du mors, en particulier pendant les séances de dressage.

## Perception humaine et lutte contre la douleur

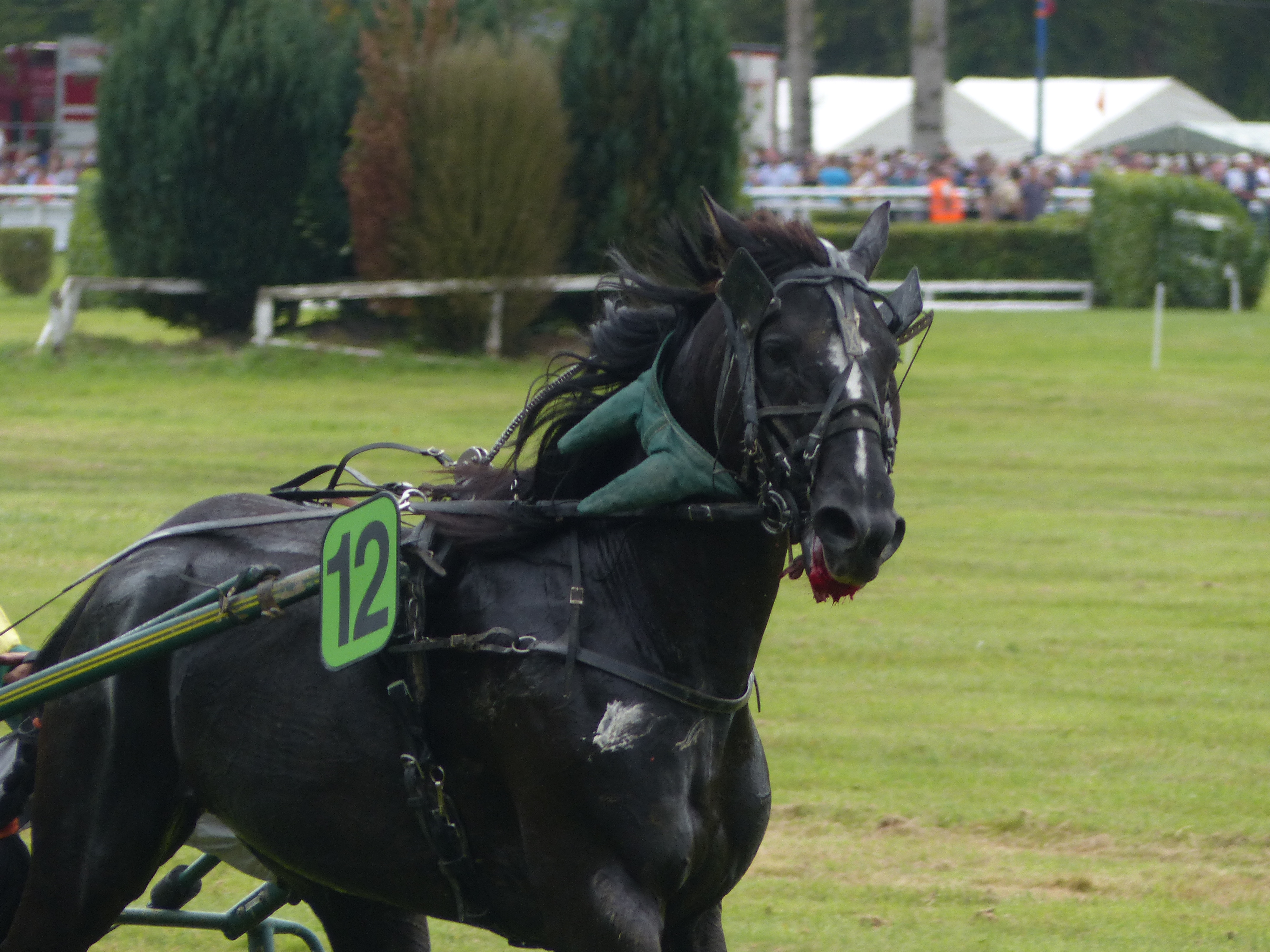
Saignement buccal d'un Trotteur français lors d'une course à l'hippodrome de Saint-Jean-des-Prés en 2017.

De nombreux cavaliers considèrent, à tort, que les chevaux ne peuvent pas souffrir de douleurs buccales liées au port d'un mors. Plusieurs vétérinaires estiment probable que les signaux de douleur émis par le cheval ne sont pas reconnus par une grande majorité d'êtres humains parce qu'ils sont fréquemment observés, et donc considérés comme normaux, un phénomène qui porte le nom de bit-blindness en anglais (« cécité au mors »),. Tuomola et al. notent que les entraîneurs de chevaux de course ont été surpris d'apprendre que leurs animaux présentaient des lésions graves.
Tuomola et ses collègues recommandent une vérification systématique de la zone de port du mors chez le cheval par les cavaliers, ainsi que par les organisateurs de concours. Dans leur étude de 2019 sur les trotteurs, ces chercheurs notent que sur les 20 % de chevaux (51/261) qui présentaient des lésions graves (chevaux présentant soit des lésions multiples soit des lésions larges et profondes, susceptibles de causer une douleur considérable et de guérir lentement), 65 % (33/51) ont participé à une nouvelle course dans les 2 semaines suivant l'étude, 13 ont concouru dans un délai d'une semaine, et deux ont concouru à nouveau le jour suivant. Les lésions n'ont très probablement pas eu le temps de guérir avant la course suivante.
Cette équipe estime essentiel de « minimiser ces expériences négatives en prévenant ou au moins en diagnostiquant et en traitant rapidement les blessures et en garantissant des conditions qui évitent la souffrance », en évaluant soigneusement le moment où le cheval peut être considéré comme apte à la compétition. Les directives finlandaises sur les courses imposent que les vétérinaires officiels des hippodromes examinent les chevaux après une compétition, mais seulement s'ils présentent un saignement de la bouche. 

#### Publications scientifiques
- [Björnsdóttir et Frey 2014] (en) Sigríður Björnsdóttir, Rebecka Frey, Thorvaldur Kristjansson et Torbjörn Lundström, « Bit-related lesions in Icelandic competition horses », Acta Veterinaria Scandinavica, vol. 56, no 1,‎ décembre 2014, p. 40 (ISSN 1751-0147, PMID 25116656, PMCID PMC4236600, DOI 10.1186/s13028-014-0040-8, lire en ligne [archive du 26 juin 2022], consulté le 26 juin 2022)
- [Cook 2006] (en) W. Cook, « The effect of the bit on the behaviour of the horse » [archive du 26 juin 2022], 2006 (consulté le 26 juin 2022)
- [Cook et Kibler 2019] (en) W. R. Cook et M. Kibler, « Behavioural assessment of pain in 66 horses, with and without a bit », Equine Veterinary Education, vol. 31, no 10,‎ octobre 2019, p. 551–560 (ISSN 0957-7734 et 2042-3292, DOI 10.1111/eve.12916, lire en ligne [archive du 18 août 2022], consulté le 18 août 2022)
- [Mellor 2020] (en) David J. Mellor, « Mouth Pain in Horses: Physiological Foundations, Behavioural Indices, Welfare Implications, and a Suggested Solution », Animals, vol. 10, no 4,‎ avril 2020, p. 572 (ISSN 2076-2615, DOI 10.3390/ani10040572, lire en ligne [archive du 26 juin 2022], consulté le 26 juin 2022)
- [Tell et al. 2008] Anna Tell, Agneta Egenvall, Torbjörn Lundström et Ove Wattle, « The prevalence of oral ulceration in Swedish horses when ridden with bit and bridle and when unridden », The Veterinary Journal, vol. 178, no 3,‎ décembre 2008, p. 405–410 (ISSN 1090-0233, DOI 10.1016/j.tvjl.2008.09.020, lire en ligne [archive du 28 mars 2018], consulté le 26 juin 2022)
- [Tuomola et al. 2019] Kati Tuomola, Nina Mäki-Kihniä, Minna Kujala-Wirth et Anna Mykkänen, « Oral Lesions in the Bit Area in Finnish Trotters After a Race: Lesion Evaluation, Scoring, and Occurrence », Frontiers in Veterinary Science, vol. 6,‎ 2019 (ISSN 2297-1769, DOI 10.3389/fvets.2019.00206/full, lire en ligne [archive du 26 juin 2022], consulté le 26 juin 2022)
- [Tuomola et al. 2021] Kati Tuomola, Nina Mäki-Kihniä, Anna Valros et Anna Mykkänen, « Bit-Related Lesions in Event Horses After a Cross-Country Test », Frontiers in Veterinary Science, vol. 8,‎ 31 mars 2021, p. 651160 (ISSN 2297-1769, PMID 33869325, PMCID PMC8044447, DOI 10.3389/fvets.2021.651160, lire en ligne [archive du 15 août 2022], consulté le 15 août 2022)

#### Publications non-scientifiques
- [Henry 2017] Guillaume Henry, L'usage des mains, Humensis, 6 octobre 2017, 82 p. (ISBN 978-2-410-01052-7, lire en ligne)
- [Mirac 2021] Colette Mirac, Métamorphose : les secrets d'une équitation sans mors basée sur les lois naturelles du cheval, Bordeaux, Éditions Yoshiaki, 2021, 176 p. (ISBN 9782492395024, présentation en ligne)